# Zhoř (district de Tachov)
Pour les articles homonymes, voir Zhoř.
Zhoř (en allemand : Weshor, également : Weshorsch) est une commune du district de Tachov, dans la région de Plzeň, en Tchéquie. Sa population s'élevait à 165 habitants en 2022.

## Géographie
Zhoř se trouve à 11 km au sud-sud-ouest de Stříbro, à 29 km au sud-est de Tachov, à 31 km à l'ouest-sud-ouest de Plzeň et à 116 km au sud-ouest de Prague.
La commune est limitée par Kladruby au nord, par Skapce au nord-est et à l'est, par Velký Malahov et Mezholezy u Horšovského Týna au sud, et par Prostiboř à l'ouest.

## Histoire
La première mention écrite du village date de 1239.

## Galerie

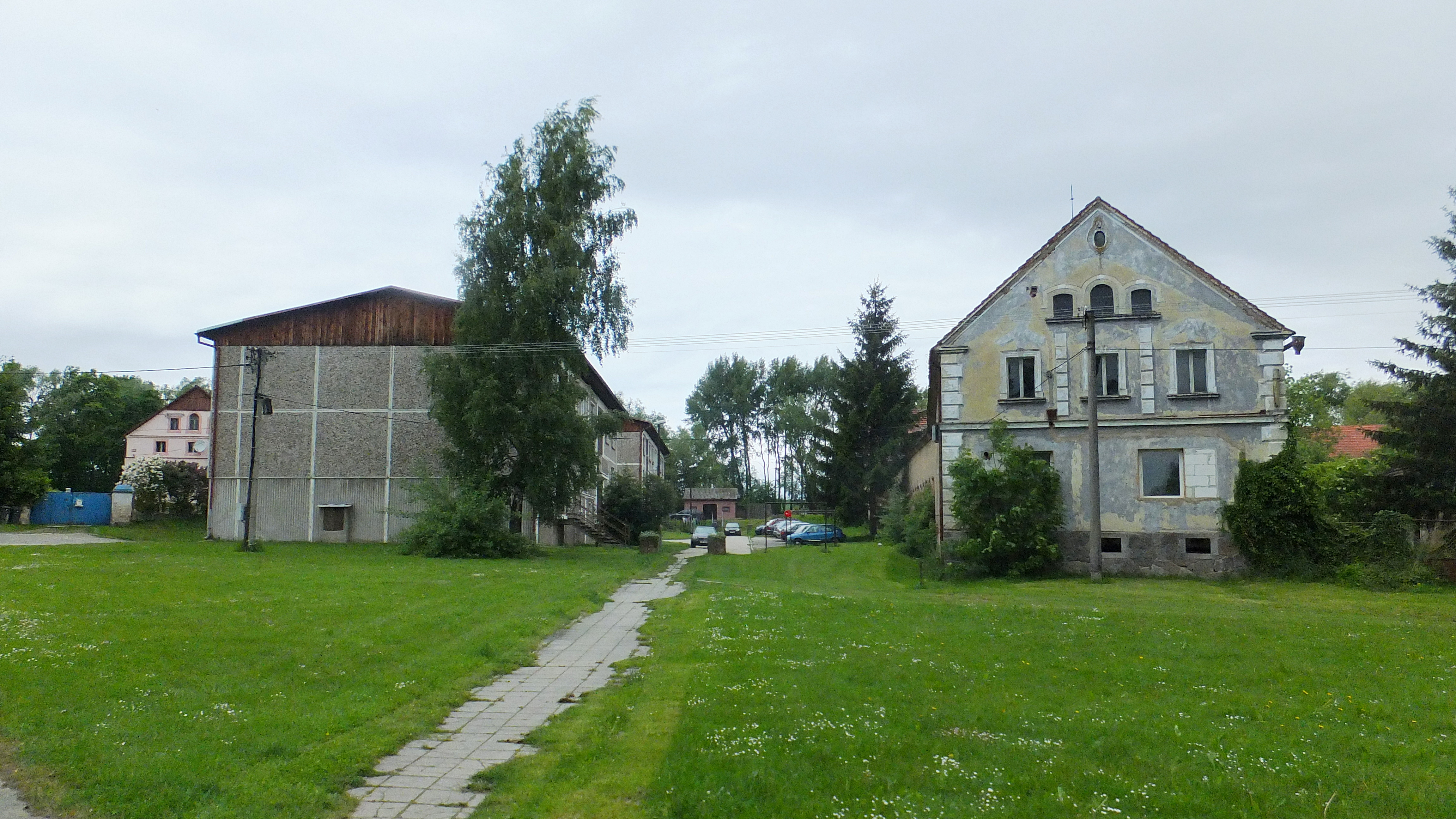
Maisons à Zhoř.
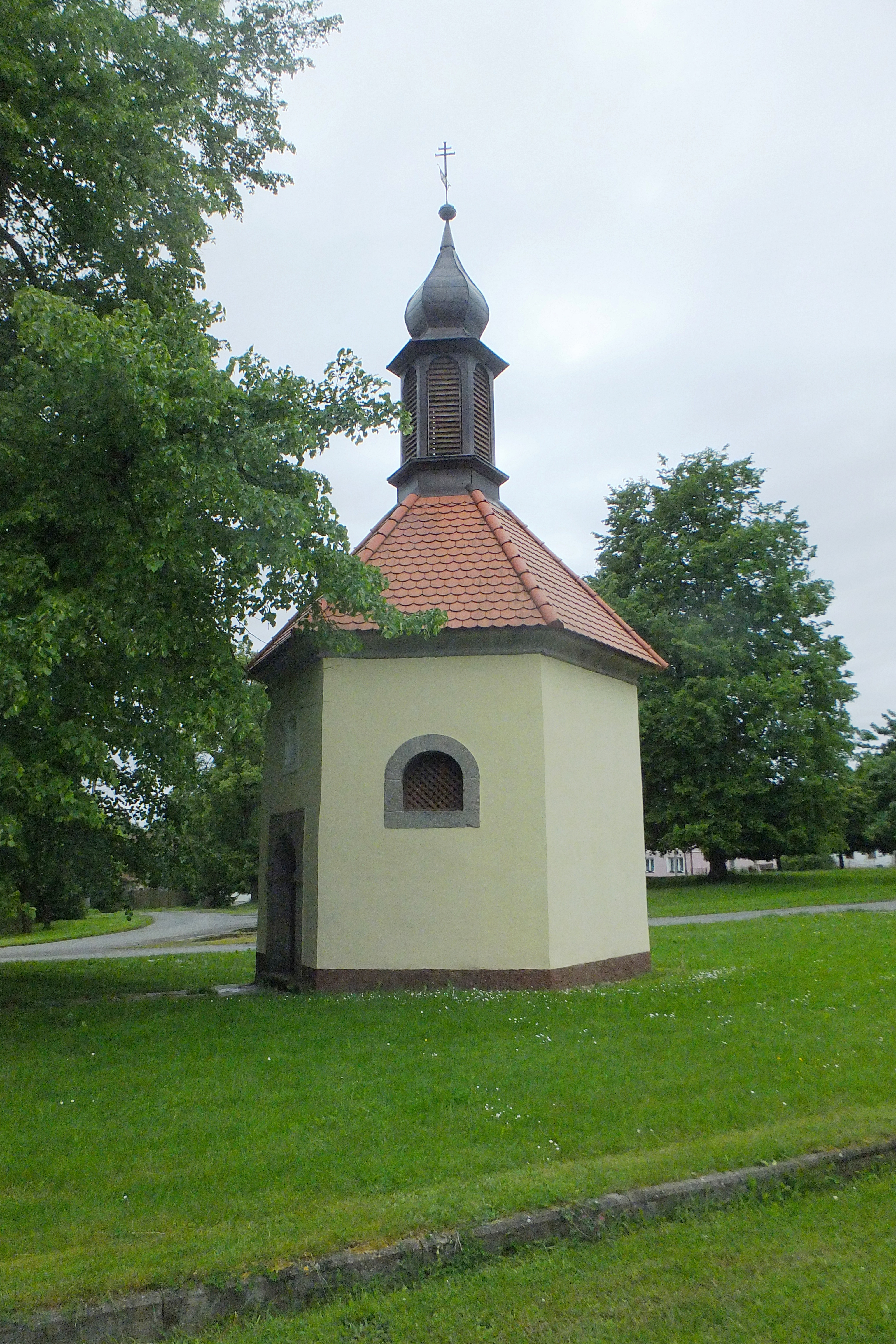
Chapelle à Zhoř.

## Transports
Par la route, Zhoř se trouve à 14 km de Stříbro, à 36 km de Tachov, à 38 km de Plzeň  et à 133 km de Prague.
Zhoř se trouve à 8 km d'un accès ( 107 Ostrov) de l'autoroute D5, qui relie Prague à la frontière allemande par Plzeň.